# Eksplozja kambryjska

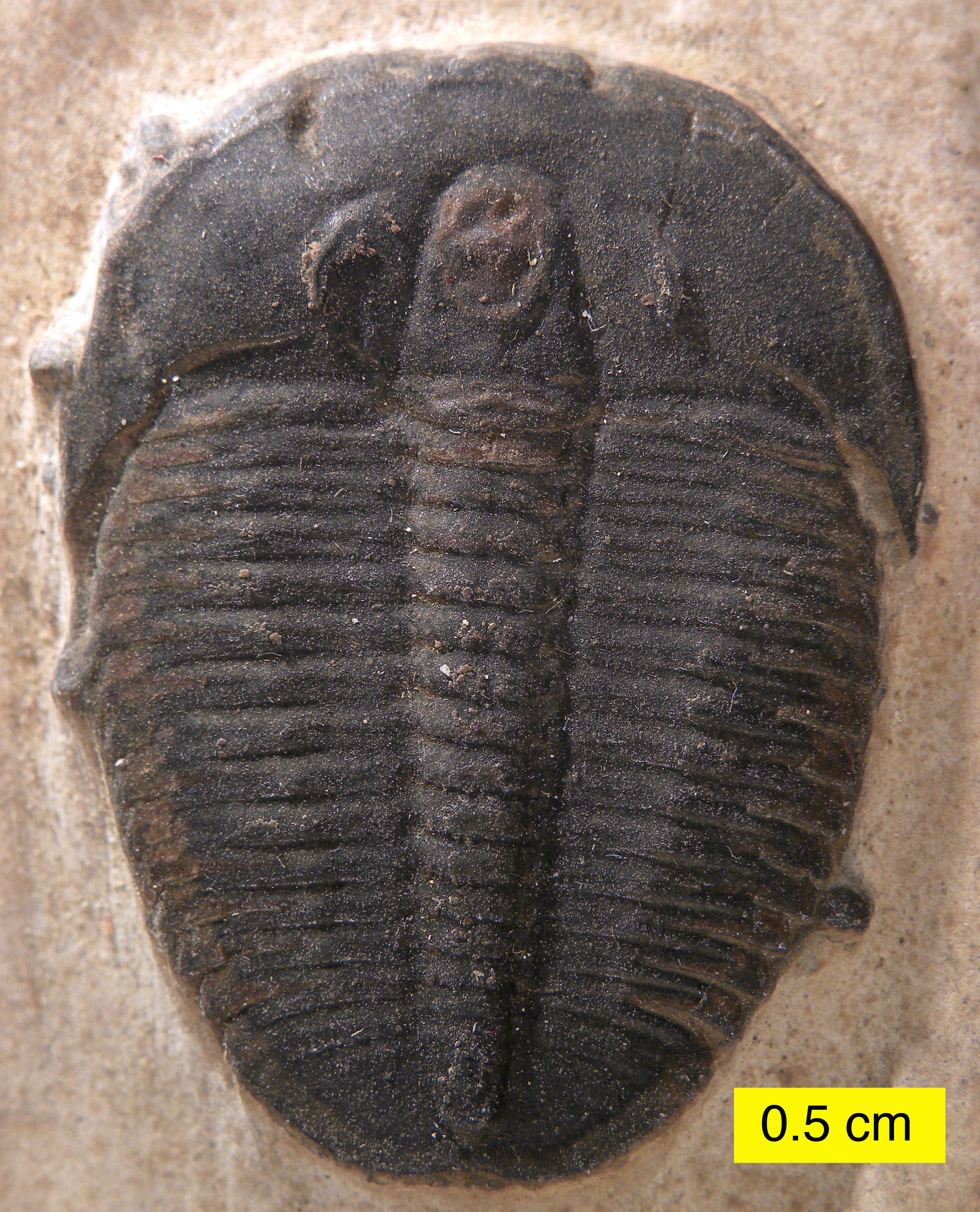
trylobit, Utah

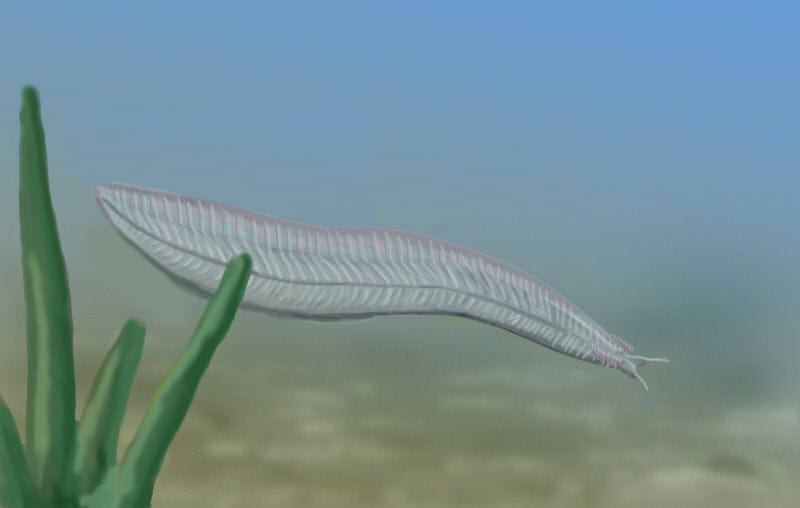
rekonstrukcja strunowca Pikaia

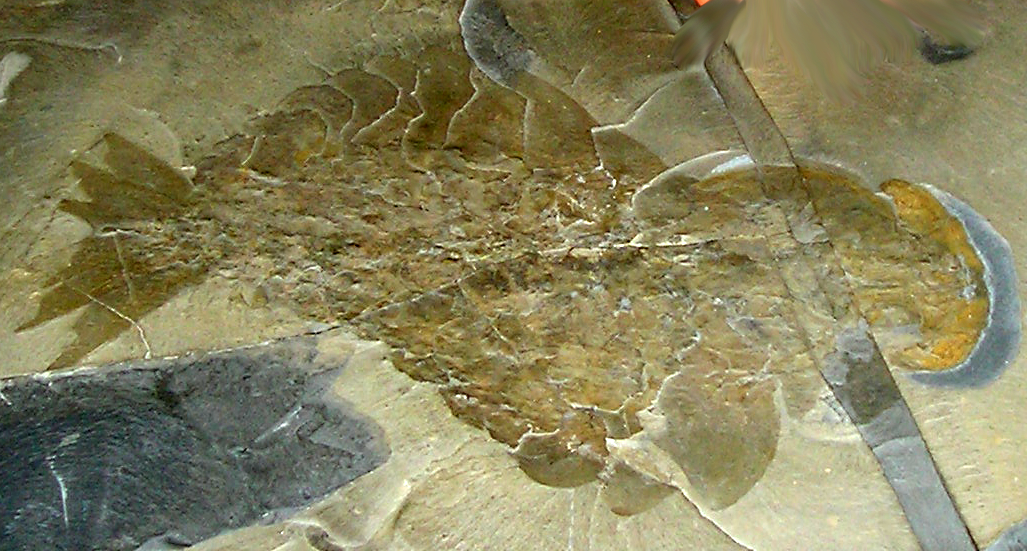
Pierwsza kompletna skamieniałość Anomalocaris, odkryta w łupkach z Burgess (Royal Ontario Museum, Toronto)

„Eksplozja kambryjska” (EK) – stosunkowo nagłe pojawienie się ogromnej liczby różnych form makroskamieniałości złożonych form organizmów wielokomórkowych w warstwach geologicznych w okresie pomiędzy 542 i 510 mln lat temu na początku okresu kambru, wyznaczająca początek ery paleozoicznej, a zarazem fanerozoiku. Przodkowie przynajmniej 11 z 32 wyróżnianych typów (phyla) zwierząt mieli pojawić się właśnie w tym okresie w zapisie kopalnym. Badania z 1993 zawężają wybuch od początku około 543 milionów lat do końca 530 mln lat temu, czyli okres o wiele krótszy niż wcześniej uważano.
Najprawdopodobniej organizmy z kambryjskiego wybuchu pojawiły się na Ziemi w wyniku ewolucji wcześniejszych ziemskich form żywych, a nie w wyniku przyniesienia przez meteoryty (hipoteza panspermii).
„Wybuch kambryjski” zróżnicowania życia zauważyli już XIX-wieczni geolodzy i paleontolodzy. Charles Darwin uważał nagłość pojawienia się zwierząt w zapisie kopalnym za poważne wyzwanie dla swej teorii ewolucji.
Późniejsze badania umożliwiły lepsze rozpoznanie zjawisk zachodzących wówczas na Ziemi i pozwoliły zaproponować przynajmniej częściowe wyjaśnienie przyczyn „eksplozji”.
Już we wcześniejszych warstwach, ze schyłku ery proterozoicznej (ediakar), udało się znaleźć odciski ciał makroskopowych organizmów o miękkim ciele (tzw. fauna ediakarańska), skamieniałości śladowe pozostawione przez pełzające robakowate zwierzęta, a pod koniec ediakaru także nory. Ponadto odkryto skamieniałe zarodki zwierząt z formacji Doushantou, datowanej na ok. 580 mln lat. Również oszacowania genetyczne sugerują, że rozdzielenie się linii ewolucyjnych zwierząt tkankowych musiało nastąpić ponad 600 mln lat temu. Szanse na znalezienie wcześniejszych skamieniałości zwierząt zmniejsza jednak fakt, że Ziemia była wówczas w znacznym stopniu zlodowacona (kriogen) i życie musiało się ograniczać do nielicznych enklaw cieplejszych wód.
Około 540 mln lat temu wskutek zmian składu chemicznego wody morskiej (zwiększenie ilości tlenu i wapnia) wiele organizmów zwierzęcych (a także glonów wapiennych) zaczęło wytrącać złogi mineralne soli wapnia – węglanu wapnia (w postaci kalcytu lub aragonitu) lub fosforanu wapnia.
Ich pozostałości – niezauważone przez wcześniejszych badaczy – określane są jako tzw. drobna fauna skorupkowa (ang. small shelly fossils). Z czasem wiele grup zwierząt (np. ramienionogi i mięczaki) zaczęło wytwarzać większe szkielety (muszle, pancerze kostne), zapewne w związku z ewolucyjnym wyścigiem zbrojeń pomiędzy drapieżnikami i ich ofiarami (syndrom Verdun). Charakterystyczną skamieniałością pojawiającą się u schyłku wczesnego kambru są trylobity (ok. 520 mln lat temu).
Najbardziej znane bogate zespoły kambryjskich makroskamieniałości znane są z Chin (fauna z Chengjiang, ok. 515 mln lat temu) i Kanady (fauna z Przełęczy Burgess, tzw. łupki z Burgess, z kambru środkowego, sprzed ponad 500 mln lat). Ilustrują one szybką ewolucję stawonogów, szkarłupni i wielu innych grup, w tym reprezentujących całkowicie wymarłe szczepy, o niezwykłych planach budowy ciała. Wśród ówczesnych skamieniałości doszukano się też prymitywnych strunowców (Cathaymyrus, Haikouella, Yunnanozoon, Pikaia) nieco przypominających lancetnika.
Zróżnicowanie planów budowy ciała zwierząt na przełomie proterozoiku i paleozoiku wiąże się obecnie z ewolucją zespołu genów Hox, kierujących organizacją przestrzenną zarodka. Doszło wówczas do ich kilkakrotnej duplikacji, co umożliwiło komplikację anatomiczną organizmów zwierzęcych.
| ← mln lat temuEksplozja kambryjska |          |            |          |          |           |         |          |         |          |           |      |    |
| Prekambr←4,6 mld                   | Kambr541 | Ordowik485 | Sylur443 | Dewon419 | Karbon359 | Perm299 | Trias252 | Jura201 | Kreda145 | Paleog.66 | Ng23 | Q2 |